# Charlotte Berend-Corinth
 (septembre 2024).
Pour les articles homonymes, voir Berend et Corinth.
Charlotte Berend-Corinth (25 mai 1880 - 10 janvier 1967) est une artiste-peintre allemande qui faisait partie du mouvement de la Sécession berlinoise. Elle était l'épouse du peintre Lovis Corinth.

## Biographie
Charlotte Berend étudie les beaux-arts à la Berliner Kunstgewerbemuseum sous la direction d'Eva Stort et Max Schäfer. En 1901, elle est la première étudiante de l'école d'art privée du peintre Lovis Corinth, qui tombe rapidement amoureux d'elle. Elle devient son modèle pour un certain nombre de peintures. Le 26 mars 1903, elle épouse Lovis Corinth et porte désormais le nom de Berend-Corinth. Le 13 octobre de la même année, naît leur fils Thomas. Elle donne naissance à une fille, Wilhelmine le 13 juin 1909.
À partir de 1906, Charlotte Berend-Corinth expose ses tableaux à la Berliner Secession qu'elle a rejoint en 1912. Elle peint des illustrations pour des livres de Max Pallenberg, Fritzi Massary, Anita Berber et Valeska Gert et des portraits de Michael Bohnen, Werner Krauss, Paul Bildt et Paul Graetz[Lequel ?][réf. nécessaire]. Dans les années 1920, elle soutient les jeunes artistes des théâtres de Berlin. En 1919, Lovis Corinth achète une maison dans l'Urfeld à Walchensee. Le couple se retire petit à petit de la vie berlinoise. Corinth y peint des paysages, des portraits et des natures mortes. Il meurt en 1925 pendant un voyage aux Pays-Bas.
Charlotte Berend-Corinth émigre en 1933 avec ses enfants aux États-Unis et vit à New York. En 1958, elle publie l'intégrale de la peinture de son mari, Lovis Corinth, un ouvrage de référence revu par Béatrice Hernád en 1992. Charlotte Berendt-Corinth meurt en 1967.